# بادي ويلسون (سياسي)
بادي ويلسون (بالإنجليزية: Paddy Wilson)‏ هو سياسي بريطاني، ولد في 1933، وتوفي في 1 يونيو 1973 في بلفاست في المملكة المتحدة. انتخب Member of the Senate of Northern Ireland ‏.